# Cmentarz polskokatolicki w Strzyżowicach
Cmentarz polskokatolicki w Strzyżowicach – czynny cmentarz wyznaniowy dla wiernych Kościoła Polskokatolickiego położony we wsi Strzyżowice w województwie śląskim. Cmentarz administrowany jest przez parafię Matki Bożej Nieustającej Pomocy w Strzyżowicach.
Parafia Matki Bożej Nieustającej Pomocy powstała w 1961 roku w wyniku działań misyjnych Kościoła Polskokatolickiego na Śląsku. Po erygowaniu parafii w Strzyżowicach, jej administratorem został ks. Władysław Rybiński. W 1962 roku parafia zorganizowała cmentarz grzebalny przy ul. Szosowej.